# クリストフ・バラティエ
クリストフ・バラティエ（Christophe Barratier, 1963年 - ）は、フランス出身の映画監督・プロデューサー。

## 略歴
両親共に舞台俳優で、おじに俳優のジャック・ペランと映画監督のジャック・バラティエがいる。昆虫たちの生態を描いた『ミクロコスモス』や、渡り鳥の渡りの様子を鳥の視点で描いた『WATARIDORI』などをジャック・ペランと共に制作。2004年、初めて監督した長編映画『コーラス』でアカデミー外国語映画賞にノミネートされた。

## 主な作品

### 監督
- コーラス Les Choristes (2004)
- 幸せはシャンソニア劇場から Faubourg 36 (2008)

### プロデュース
- ミクロコスモス Microcosmos: Le peuple de l'herbe (1996)
- キャラバン Himalaya - l'enfance d'un chef (1999)
- WATARIDORI Le Peuple migrateur (2001)